# Дейдвілл
Дейдвілл (англ. Dadeville) — місто (англ. city) в США, в окрузі Таллапуса штату Алабама. Населення — 3084 особи (2020).

## Географія
Дейдвілл розташований за координатами 32°49′34″ пн. ш. 85°46′34″ зх. д. / 32.82611° пн. ш. 85.77611° зх. д. (32.826114, -85.776201). За даними Бюро перепису населення США в 2010 році місто мало площу 41,51 км², з яких 41,29 км² — суходіл та 0,22 км² — водойми.

## Історія
Дейдвілл став окружним центром Таллапуси з 1838 року. Місто було названо на честь майора Френсіса Ленґгорна Дейда (Francis Langhorne Dade), який загинув під час Другої Семінольської війни в 1838 році.

## Демографія
Згідно з переписом 2010 року, у місті мешкало 3230 осіб у 1217 домогосподарствах у складі 807 родин. Густота населення становила 78 осіб/км². Було 1402 помешкання (34/км²).
Расовий склад населення:
| - 50,2 % — білих - 47,5 % — чорних або афроамериканців - 0,6 % — азіатів - 0,3 % — корінних американців |

До двох чи більше рас належало 1,1 %. Частка іспаномовних становила 0,9 % від усіх жителів.
За віковим діапазоном населення розподілялося таким чином: 22,9 % — особи молодші 18 років, 60,5 % — особи у віці 18—64 років, 16,6 % — особи у віці 65 років та старші. Медіана віку мешканця становила 39,9 року. На 100 осіб жіночої статі у місті припадало 88,4 чоловіків; на 100 жінок у віці від 18 років та старших — 83,1 чоловіків також старших 18 років.
Середній дохід на одне домашнє господарство становив 43 831 долар США (медіана — 29 368), а середній дохід на одну сім'ю — 56 090 доларів (медіана — 43 097). За межею бідності перебувало 28,8 % осіб, у тому числі 48,9 % дітей у віці до 18 років та 22,0 % осіб у віці 65 років та старших.
Цивільне працевлаштоване населення становило 1090 осіб. Основні галузі зайнятості: освіта, охорона здоров'я та соціальна допомога — 28,3 %, виробництво — 18,5 %, публічна адміністрація — 10,8 %, мистецтво, розваги та відпочинок — 10,3 %.